# Гилермо Вилас
Гилермо Аполинарио Вилас (на испански: Guillermo Apolinario Vilas) е аржентински тенисист, левичар. 

## Биография
Гилермо Аполинарио Вилас е роден на 17 август 1952 г. в Мар дел Плата, Аржентина.

## Кариера
Гилермо Вилас достига най-високо класиране в световната ранглиста по тенис до №2 през 1975 и 1977 г. Той е специалист предимно на клей, но постига значителни успехи и на други настилки. Списание TENNIS Magazine го поставя на 24-то място в класацията си за 40-те най-добри играчи на всички времена.
През кариерата си печели 62 турнира по тенис, от които четири титли в турнирите от Големия шлем. Два пъти е победител от Откритото първенство на Австралия (1978 и 1979), и шампион на Ролан Гарос и Откритото първенство на САЩ от 1977 г.
През 1977 г. Вилас постига най-значимите успехи в кариерата си. Шампион е на два турнира от големия шлем и е финалист на един. Печели 16 турнира от общо 30 на АТП, и постига впечатляващия резултат от 132 победи срещу само 13 загуби. Поставя рекорд от 46 последователно спечелени мача на различни настилки в „Оупън ерата“, рекорд ненадминат и до днес. Въпреки това остава на второ място в ранглистата след Джими Конърс.
През 1974 г. печели заключителния Мастърс турнир като побеждава на финала Илие Настасе с резултат 7-6, 6-2, 3-6, 6-4.
През 1991 г. е включен в Международната тенис зала на славата.

## Кариерна статистика

#### Титли отГолям шлем(4)
| година | турнир       | съперник       | резултат                   |
| ------ | ------------ | -------------- | -------------------------- |
| 1977   | Ролан Гарос  | Брайън Готфрид | 6 – 0, 6 – 3, 6 – 0        |
| 1977   | ОП САЩ       | Джими Конърс   | 2 – 6, 6 – 3, 7 – 6, 6 – 0 |
| 1978   | ОП Австралия | Джон Маркс     | 6 – 4, 6 – 4, 3 – 6, 6 – 3 |
| 1979   | ОП Австралия | Джон Садри     | 7 – 6, 6 – 3, 6 – 2        |

#### Финали на турнири отГолям шлем(4)
| година | турнир       | съперник      | резултат                   |
| ------ | ------------ | ------------- | -------------------------- |
| 1975   | Ролан Гарос  | Бьорн Борг    | 2 – 6, 3 – 6, 4 – 6        |
| 1977   | ОП Австралия | Роско Танер   | 3 – 6, 3 – 6, 3 – 6        |
| 1978   | Ролан Гарос  | Бьорн Борг    | 1 – 6, 1 – 6, 3 – 6        |
| 1982   | Ролан Гарос  | Матс Виландер | 6 – 1, 6 – 7, 0 – 6, 4 – 6 |